# Deutsches Meisterschaftsrudern 1960
Das 71. Deutsche Meisterschaftsrudern wurde 1960 in Duisburg ausgetragen. Neu ins Meisterschaftsprogramm aufgenommen wurde der Leichtgewichts-Doppelzweier der Männer. Somit wurden insgesamt Medaillen in 16 Bootsklassen vergeben. Davon 12 bei den Männern und 4 bei den Frauen.

## Medaillengewinner

### Männer
| Bootsklasse                           | Gold | Silber | Bronze |
| ------------------------------------- | --- | --- | --- |
| Einer                                 | Klaus von Fersen (ETuF Essen) | Manfred Klein (RC Tegel 1886) | Gerd Wolter (RV Münster von 1882) |
| Doppelzweier                          | Ratzeburger RC Manfred Rulffs Karl-Heinrich von Groddeck | Rgm. RV Neptun Konstanz / RC Saar Wolfgang Montag Herbert Hoff | Rgm. ARC Würzburg / RC Worms Manfred Becher Just Jahn |
| Zweier ohne Steuermann                | Ratzeburger RC Ingo Kliefoth Bernd Kruse | ETuF Essen Christian Stewens Manfred Fitze | Karlsruher RK Alemannia Gerhard Zilly Manfred Schilling |
| Zweier mit Steuermann                 | ETuF Essen Gunther Kaschlun Peter Stewens Günter Gudert (Stm.) | RV Gelsenkirchen Heinz Renneberg Bernhard Knubel Klaus Zerta (Stm.) | Bremer RC Hansa Georg Niermann Albrecht Wehselau Gerd Jürgenbehring (Stm.) |
| Vierer ohne Steuermann                | ATV Ditmarsia Kiel Karl-Heinz Hopp Klaus Bittner Kraft Schepke Frank Schepke | Rgm. Lübecker RG von 1885 / Ratzeburger RC Klaus Aeffke Jürgen Lischewski Hermann Krützmann Hans-Peter Koch                                                                | RC Germania Düsseldorf Claus Heß Klaus Wegner Manfred Uellner Günter Schroers |
| Vierer mit Steuermann                 | ATV Ditmarsia Kiel Karl-Heinz Hopp Klaus Bittner Kraft Schepke Frank Schepke Joachim Ansorge (Stm.)                                                                                       | RC Germania Düsseldorf Gerd Cintl Horst Effertz Klaus Riekemann Jürgen Litz Michael Obst (Stm.)                                                                            | RC Nassovia Höchst Dieter Pfaff Klaus-Günther Jordan Wolfgang Neuß Lutz Berndt Heinz Becker (Stm.)                                                                                                |
| Achter                                | Rgm. ATV Ditmarsia Kiel / Ratzeburger RC Hans Lenk Klaus Bittner Karl-Heinz Hopp Karl-Heinrich von Groddeck Kraft Schepke Frank Schepke Walter Schröder Manfred Rulffs Willi Padge (Stm.) | RC Germania Düsseldorf Klaus Wegner Jürgen Litz Manfred Uellner Gerd Cintl Horst Effertz Claus Heß Klaus Riekemann Günter Schroers Michael Obst (Stm.)                     | Rgm. Berliner RV von 1876 / RG Wiking Berlin Dieter Werner Adolf Kesslau Dieter Schaudinn Jürgen Hentschel Udo Korgitzsch Winfried Säger Joachim Werner Helmut Hertel Heinz-Dieter Schäfer (Stm.) |
| Leichtgewichts-Einer                  | Wolfgang Heinicke (ARC Rhenus Bonn) | Ernst Rühl (RG Wetzlar 1880) | Jost Segebrecht (Karlsruher RV Wiking) |
| Leichtgewichts-Doppelzweier           | Rgm. Schweinfurter RC Franken / Würzburger RG Bayern Hans Ziegler Günter Motschmann | ARC Rhenus Bonn Ingomar Lüdke Wolfgang Heinicke | Stuttgart-Cannstatter RC von 1910 Kurt Reichert Siegfried Radandt |
| Leichtgewichts-Vierer ohne Steuermann | Düsseldorfer RV 1880 Alfred Brischewski Eckart Collet Claus Collet Georg Kersting | Frankfurter RG Germania 1869 Siegfried Aeltermann Friedrich Bock Jürgen Bruder Johannes Winckler                                                                           | Kölner RG 1891 Peter Langendorff Wolfgang Bläser Manfred Schmuckat Rolf Siebert |
| Leichtgewichts-Vierer mit Steuermann  | Düsseldorfer RV 1880 Alfred Brischewski Eckart Collet Claus Collet Georg Kersting Dagobert Masuch (Stm.)                                                                                  | Berliner RC Gunter Felshart Bernd Radau Detlef Raatz Jürgen Rehfeldt Jürgen Oelke (Stm.)                                                                                   | RC Herdecke Dietgar Lorenz Wolfgang Selitsch Dirk Schöning Klaus Korge Rolf Bergmann |
| Leichtgewichts-Achter                 | Berliner RC Helmut Bartram Detlef Raatz Ulrich Fröhlich Jürgen Ruchniewicz Hans-Jürgen Clasen Horst Brackhage Günther Loßmann Hans-Jürgen Wilczoch Jürgen Oelke (Stm.)                    | Hannoverscher RC von 1880 Dieter Bosserhoff Hans Mehrtens Ludwig von Tschirschnitz Jürgen Thoms Jürgen Kötter Dieter Cordes Detlef Siemers Günter Knorr Klaus Mewes (Stm.) | RG Hansa Hans Weerts Horst König Michael Hoffmann Manfred Krüger Wilbrand Grevemeyer Werner Christopher Karl-Gerd Harms Jürgen Möller Ingo Brauer (Stm.)                                          |

### Frauen
| Bootsklasse                             | Gold | Silber | Bronze |
| --------------------------------------- | --- | --- | --- |
| Einer                                   | Karen Wolf (Berliner RG)                                                                                     | Ellen Blank (Bremer RV von 1882) | Renate Hinkelmann (RC Tegel 1886)                                                                          |
| Doppelzweier                            | Rgm. Bremer RV von 1882 / Berliner RG Ellen Blank Karen Wolf                                                 | RV Hellas Offenbach Edith Resch Katrin Raschig | RHC Rheine von 1901 Ursula Drunkenmölle Margot Brand                                                       |
| Doppelvierer mit Steuerfrau             | Regensburger RV von 1898 Christl Lehnert Hildegard Stadler Heidi Lehnert Liesel Seitz Alice Nicolai (Stf.)   | Rgm. RHC Rheine von 1901 / Lübecker Frauen-RG von 1907 / Ratzeburger RC Ingeborg Schmidt Ursula Drunkenmölle Ursula Schwarz Margot Brand Gisela Schmidt (Stf.) | Karlsruher RV Wiking Christiane Segebrecht Ingrid Scheyer Ulla Sperrnagel Ricarda Hapke Ursula Jung (Stf.) |
| Doppelvierer Stilrundern mit Steuerfrau | Essen-Werdener RC 1896 Irmgard van Treeck Karin Pfeiffer Christel Melcher Karin Melcher Marlies Wolff (Stf.) | Hamburger RC von 1925 Heidi Fieck Renate Wulff Gerhild Kuchenbecker Brigitta Heinig Rosemarie Leithoff (Stf.)                                                  | Regensburger RV von 1898 Christl Lehnert Hildegard Stadler Heidi Lehnert Liesel Seitz Alice Nicolai (Stf.) |